# Зоря Пшибильського
Зоря Пшибильського (HD101065) — хімічно пекулярна зоря
у сузір'ї Центавра на відстані близько 355 світлових років від Сонця. Має видиму зоряну величину в смузі V близько 8,0. Зоря є прототипом швидко осцилюючих Ap-зір та вважається однією з найцікавіших хімічно пекулярних зір.

## Дослідження
Перші дослідження зорі зробив 1961 року польсько-австралійський астроном Ентоні Пшибильський. Він передбачив у зорі наявність потужного магнітного поля та аномальний вміст хімічних елементів.
1978 року Куртц виявив чіткі пульсації блиску з невеликою амплітудою (ΔB ≈ 0,012m) та основним періодом близько 12 хвилин.

## Спектральна класифікація
Хоча ефективна температура зорі становить близько 6600 К (що відповідає спектральному класу F3), однак у її атмосфері виявлено аномалії, які характерні для гарячих магнітних зір. Більшість ліній поглинання належить не групі заліза, які характерні для зір із подібними параметрами зоряних атмосфер (T = 6600 K, lg_g = 4,2). Здебільшого ідентифікують лінії поглинання лантаноїдів, зокрема, ідентифіковано лінії поглинання технецію та прометію. Відзначено високий вміст літію та аномальне співвідношення ізотопів кальцію. У каталозі Hipparcos зорі призначено спектральний клас B5p.

## Магнітне поле
Напруженість повздовжної компоненти поля оціненої з аналізу наявних ліній металів становить 2241,3± 450,0 гаус.